# Col de Restefond
De Col de Restefond is een 2680 meter hoge bergpas in de Franse Alpen tussen Jausiers (bij Barcelonnette) en Saint-Étienne-de-Tinée. Vanuit Saint-Étienne-de-Tinée wordt eerst de Col de Raspaillon (2513m) bereikt. Dit vormt de waterscheiding tussen tussen de bekkens van de Ubaye (Durance) en de Tinée (Var). De (onverharde) weg stijgt echter nog verder door hoog bovenaan de vallei van de Vallon des Granges (bekken van de Torrent d'Abriès (Ubaye-Durance). De weg bereikt zijn hoogste punt bij de Col de Restefond (2680m). Verder richting Jausiers daalt de weg waarna ook de Faux Col de Restefond (+/- 2640m) wordt gepasseerd. De laagste pas tussen de kazernes van Restefond en Saint-Étienne-de-Tinée is mogelijk via deze "Faux Col" en de lager gelegen Col de la Moutière.
De feitelijke pas is het meest gemakkelijk te bereiken via een verharde zijweg van de route over de Col de la Bonette.
De Col de Restefond ligt in het Nationaal park Mercantour en loopt parallel aan de westelijker gelegen paswegen Allos, Cayolle, Col de la Moutière. Net als de Col de Raspaillon liggen de Cayolle en Moutière op de waterscheiding tussen Durance en Var én op de grens tussen de departementen Alpes-Maritimes en Alpes-de-Haute-Provence.
Op 22 juli 2008 kwam de Tour de France langs de pas in de etappe van Cuneo naar Jausiers.

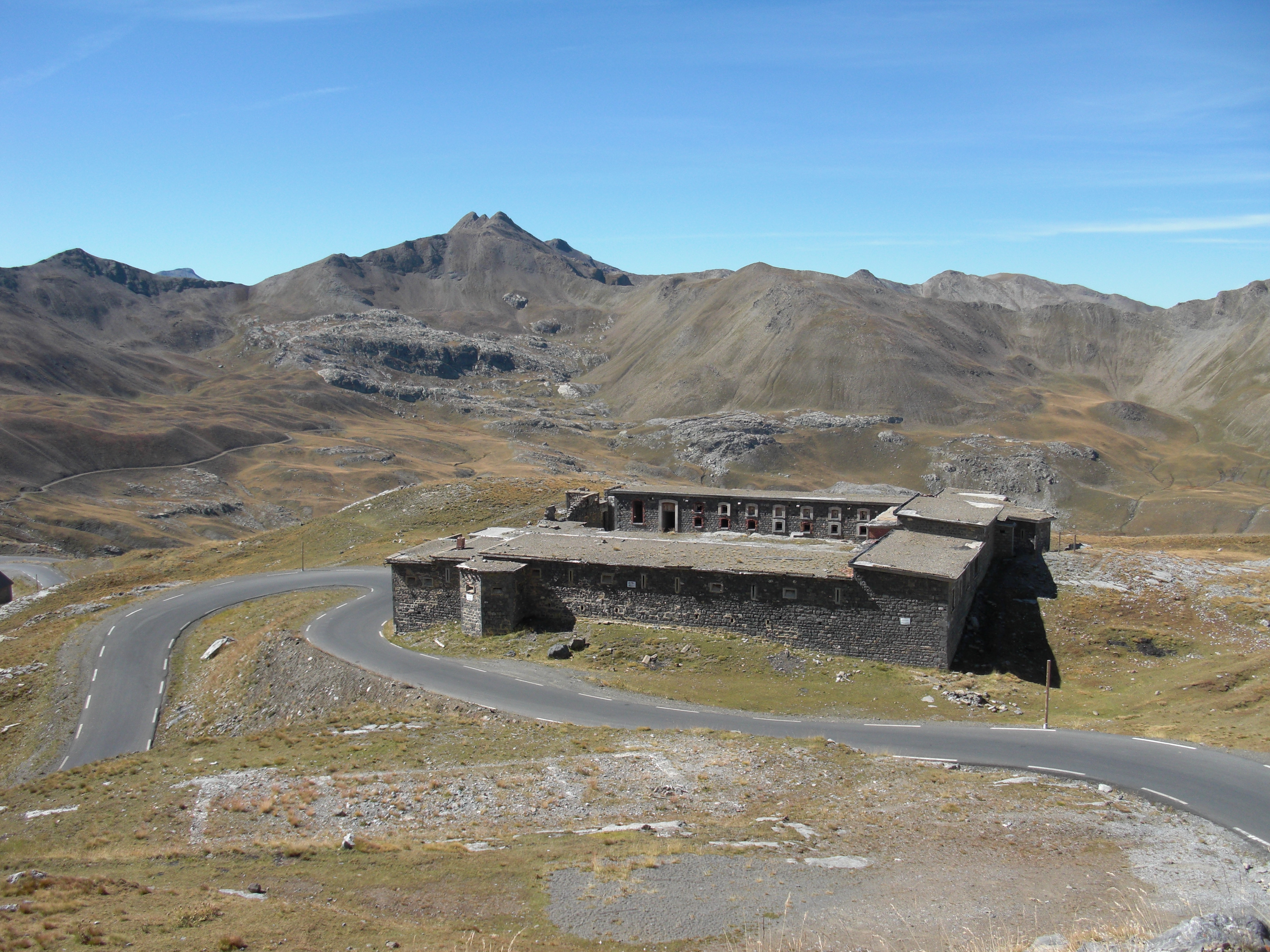
De verlaten kazernes van Restefond liggen net ten noorden van de Faux Col de Restefond.
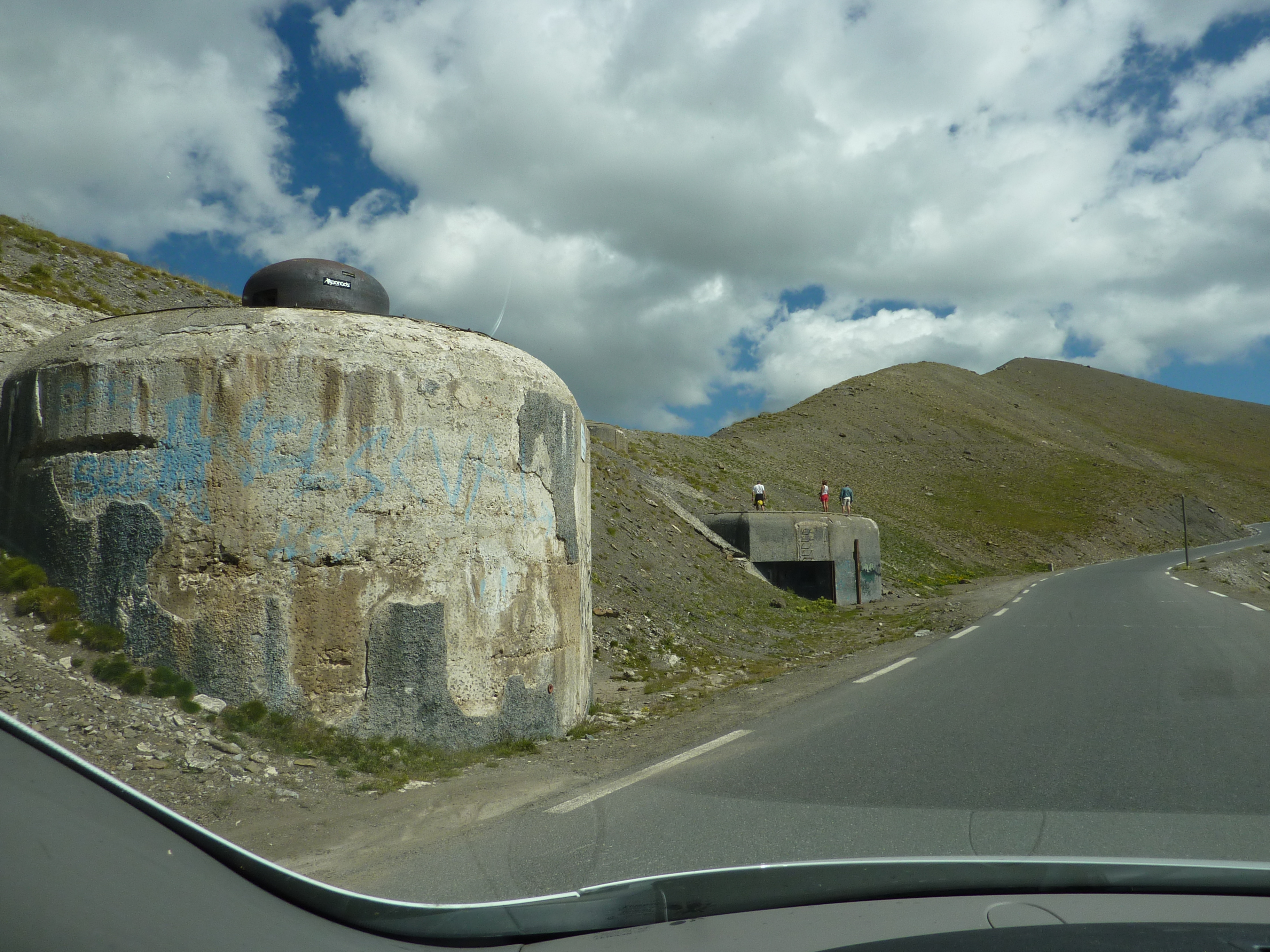
Deel van de Maginotlinie in de Alpen in de buurt van de Col de Restefond